# 라젠 셰스
라젠 셰스(Rajen Sheth)는 구글의 임원으로 현재 클라우드 AI 및 기계 학습 팀에서 제품 관리를 담당하고 있다. 엔터프라이즈 버전 구글의 이메일 서비스 지메일에 대한 아이디어는 라젠이 2004년 CEO 에릭 슈미트와의 회의에서 제안했다. 슈미트는 처음에 부서가 웹 검색에 집중해야 한다고 주장하면서 제안을 거부했지만 나중에 제안이 수락되었다. 셰스는 "구글 앱의 아버지"로 알려져 있으며 크롬 및 크롬OS 포 비즈니스(ChromeOS for Business)의 개발을 담당하고 있다.

## 경력
라젠은 세르게이 브린, 래리 페이지와 같이 스탠퍼드 대학교에서 컴퓨터공학(1994-1999)을 전공했다. 전기공학과를 졸업하고 1999년 스탠포드 대학에서 컴퓨터공학 석사학위를 취득한 뒤 마이크로소프트에 입사했다. 당시 마이크로소프트는 이메일 서비스인 핫메일을 개편하고 있었다. 마이크로소프트에서 1년을 보낸 후 그는 재플릿(Zaplet)이라는 실리콘 밸리 스타트업으로 옮겨 "미래 이메일 기술"로 불리는 것을 구축했다. 2004년에 구글에 합류했다.